# Garth Smith (curling)
Garth Smith (Winnipeg, 18 de mayo de 1969) es un deportista canadiense que compitió en curling. Ganó una medalla de oro en el Campeonato Mundial de Curling Masculino de 2011.

## Palmarés internacional
| Campeonato Mundial | Campeonato Mundial | Campeonato Mundial | Campeonato Mundial |
| Año                | Lugar              | Medalla            | Prueba             |
| ------------------ | ------------------ | ------------------ | ------------------ |
| 2011               | Regina (Canadá)    | Medalla de oro     | Equipo             |